# Stina Sundstedt
Stina Margareta Sundstedt, senare (1945) gift Rylin, född den 4 februari 1921 i Rimbo församling, Stockholms län, död den 3 februari 2010 i Trosa församling, Södermanlands län, var en svensk friidrottare (sprinter). Hon tävlade för klubben IFK Stockholm. 